# Invincible (comics)
Pour les articles homonymes, voir Invincible.
Invincible est le titre d'une série de bande dessinée (comics) publiée par Image Comics aux États-Unis et Delcourt en France. Elle est nommée d'après son héros éponyme. La série est écrite par Robert Kirkman et dessinée par Cory Walker (en) puis par Ryan Ottley à partir de l'épisode 8. La traduction est réalisée par Ed Tourriol.
Invincible suit les aventures de Mark Grayson, à l'origine un adolescent tout à fait normal, hormis le fait que son père est le super-héros le plus puissant de tous les temps, et qu'il semble avoir hérité de ses pouvoirs.
Cette bande dessinée a connu une adaptation en série animée et un projet de film live action est en préparation.

## Synopsis
Mark Grayson est le fils du plus puissant de tous les super-héros : Omni-Man. De plus, il semble avoir hérité de ses pouvoirs, ce qui n'est pas pour lui déplaire, car il attendait cela depuis que son père lui avait révélé sa véritable identité et ses véritables origines. Mais, alors que Mark maîtrise à peine ses pouvoirs, la plus grande équipe de super-héros, les Gardiens du Globe, est assassinée. Cela est le début de combats, trahisons et retournements de situation tandis que les protagonistes mûrissent et se remettent en cause au fil des ans.

## Personnages

### Super-Héros
- Mark Grayson/Invincible : C'est le héros. Fils d'Omni-Man, il a hérité de ses pouvoirs et combat, lui aussi, le mal.
- Samantha Eve Wilkins/Atome Eve : Héroïne, camarade de classe de Mark.
- Les Gardiens du Globe (Guardians of the Globe en VO) : Équipe super-héroïque sous les ordres du gouvernement.
  - L'Immortel (Immortal en VO) : Leader des Gardiens du Globe.
  - Robot : Ancien leader des Gardiens du Globe. Il a l'apparence d'un androïde.
  - Rex Splode : Il transforme n'importe quel objet en bombe explosive.
  - Dupli-Kate : Elle a le pouvoir de se cloner à volonté.
  - Monster Girl : Elle peut se transformer en monstre, mais cela la fait rajeunir dès qu'elle utilise son pouvoir.
  - Le Rétrécisseur (Shrinking Ray en VO) : En devenant très petit, il arrive à tromper la vigilance de ses ennemis, et peut entrer dans leur tête pour causer des dégâts mortels.
  - Black Samson : Ayant perdu ses pouvoirs, il porte un costume qui les simule.
  - Pare-Balles (Bulletproof en VO)
- Allen : Un alien fonctionnaire de la coalition des planètes chargé d'évaluer le niveau des champions d'un certain nombre de planètes. Il s'est trompé pendant 15 ans en attaquant la Terre alors qu'il devait s'occuper de Tarr (soit Urath au lieu de Earth en version originale).

### Ennemis
- Nolan Grayson/Omni-Man: C'est le père d'Invincible, il vient en réalité d'une planète nommée Viltrum.
- Les frères Mauler : L'un est le clone de l'autre, mais ils ne sont pas d'accord sur celui qui l'est.

### Personnages sans pouvoirs
- Debbie Grayson : Mère de Mark et femme de Nolan.
- William Francis Clockwell : Meilleur ami de Mark.
- Amber Justine Bennett : Petite amie de Mark.
- Art Rosenbaum : Tailleur pour super-héros et ami de la famille.
- Claire Bono : Responsable éditorial de Nolan, femme de Superpatriot et amie de Debbie Grayson.
- Cecil Stedman : L'homme derrière le bipeur de Nolan, puis de Mark.
- Donald Ferguson : Sous les ordres de Cecil, il assure la liaison entre les Gardiens du Globe et le gouvernement.

## Parutions
| Titre                                | ISBN                     | Date de parution | Nombre de pages | Détails |
| ------------------------------------ | ------------------------ | ---------------- | --------------- | --- |
| Tome 1 : Affaires de famille         | (ISBN 978-2847898729)    | 24/09/2005       | 144             | regroupe les numéros 1 à 6 |
| Tome 2 : Au nom du père              | (ISBN 978-2756001357)    | 15/03/2006       | 133             | regroupe les numéros 7 à 12 |
| Tome 3 : La relève                   | (ISBN 978-2756006215)    | 08/11/2006       | 123             | regroupe les numéros 13 à 17 + une courte histoire tiré de l'Image Free Comic Book Day                                                                    |
| Tome 4 : Super-Héros un jour...      | (ISBN 978-2756022741)    | 19/05/2010       | 151             | regroupe les numéros 18 à 25 |
| Tome 5 : Un autre monde              | (ISBN 978-2756024998)    | 05/01/2011       | 137             | regroupe les numéros 25 à 30 + section covers et sketch commentée par les auteurs                                                                         |
| Tome 6 : Ménage à trois              | (ISBN 978-2756027531)    | 07/12/2011       | 160             | regroupe les numéros 31 à 35 + le numéro 0 (paru initialement dans Les Chroniques de Spawn vol. 30) + section covers et sketch commentée par les auteurs. |
| Tome 7 : Mars Attaque !              | (ISBN 978-2756028972)    | 06/06/2012       | 133             | regroupe les numéros 36 à 41 + section covers et sketch commentée par les auteurs.                                                                        |
| Tome 8 : Loin de ce monde            | (ISBN 978-2756032511)    | 05/12/2012       | 128             | regroupe les numéros 42 à 47 + section covers et sketch commentée par les auteurs.                                                                        |
| Tome 9 : Changement de rythme !      | (ISBN 978-2756039466)    | 03/04/2013       | 192             | regroupe les numéros 48 à 53 + section covers et sketch commentée par les auteurs                                                                         |
| Tome 10 : Happy Days                 | (ISBN 978-2756039527)    | 21/08/2013       | 176             | regroupe les numéros 54 à 59 + section covers et sketch commentée par les auteurs                                                                         |
| Tome 11 : Toujours Invaincu          | (ISBN 978-2756039534)    | 04/12/2013       | 165             | regroupe les numéros 60 à 66 + section covers et sketch commentée par les auteurs                                                                         |
| Tome 12 : Le calme avant la tempête  | (ISBN 978-2756053998)    | 16/04/2014       | 144             | regroupe une première partie avec l'histoire d'Invincible + l'histoire de la naissance d'Atom Eve + section covers et sketch commentée par les auteurs    |
| Tome 13 : Prélude à la guerre        | (ISBN 978-2756062891)    | 20/08/2014       | 192             | regroupe une première partie avec l'histoire d'Invincible + histoire de la naissance de Rex Splode + section covers et sketch commentée par les auteurs   |
| Tome 14 : La Guerre viltrumite       | (ISBN 978-2756062907)    | 03/12/2014       | 224             | regroupe les numéros 73 à 78 + section covers et sketch commentée par les auteurs                                                                         |
| Tome 15 : Petit Malin                | (ISBN 978-2756069845)    | 20/05/2015       | 160             | regroupe les numéros 79 à 84 + section covers et sketch commentée par les auteurs                                                                         |
| Tome 16 : Histoire de famille        | (ISBN 978-2756069852)    | 19/08/2015       | 160             | regroupe les numéros 85 à 90 + section covers et sketch commentée par les auteurs                                                                         |
| Tome 17 : Nouvelle Donne             | (ISBN 978-2756076805)    | 10/02/2016       | 160             | regroupe les numéros 91 à 96 |
| Tome 18 : Hécatombe                  | (ISBN 978-2756080598)    | 13/04/2016       | 176             | regroupe les numéros 97 à 102 |
| Tome 19 : État de siège              | (ISBN 978-2756080963)    | 14/09/2016       | 160             | regroupe les numéros 103 à 108 |
| Tome 20 : Amis et alliés             | (ISBN 978-2756081090)    | 04/01/2017       | 160             | regroupe les numéros 109 à 114 |
| Tome 21 : Une Famille Moderne        | (ISBN 978-2756093208)    | 19/04/2017       | 160             | regroupe les numéros 115 à 120 |
| Tome 22 : Reboot ?                   | (ISBN 978-2756095059)    | 03/01/2018       | 144             | regroupe les numéros 121 à 126 |
| Tome 23 : Futur Composé              | (ISBN 978-2-413-00706-7) | 26/09/2018       | 160             | regroupe les numéros 127 à 132 |
| Tome 24 : La Fin de tout (1e partie) | (ISBN 978-2-413-01542-0) | 19/06/2019       | 160             | regroupe les numéros 133 à 138 |
| Tome 25 : La Fin de tout (2e partie) | (ISBN 978-2-413-01544-4) | 09/10/2019       | 192             | regroupe les numéros 139 à 144 |

## Univers
Invincible s'inscrit dans l'un des univers d'Image Comics. Ainsi, on peut voir apparaître d'autres super-héros de la maison d'édition comme Savage Dragon. Mais Kirkman a également fait évoluer son univers au point de l'étendre à la création d'autres séries plus ou moins liées à la série-mère qu'est Invincible : dans Brit, Donald est l'un des protagonistes, et le numéro 7 de cette série voit un affrontement entre Invincible et Brit ; Kirkman a également créé The Astounding Wolfman. De plus, une mini-série intitulée Invincible present : Atom Eve (publiée en 2007) revient sur le passé d'Atom Eve. Une seconde, créée par la même équipe artistique et nommée Invincible Presents: Atom Eve & Rex Splode (en 2009) revient sur les débuts des 2 héros.
En 2016, Robert Kirkman, via le site Image Comics, a annoncé qu'il mettrait fin à la série Invincible au terme de l'histoire The End of All Things en 12 parties. Parue en 2017, cet arc narratif s'étale du numéro 132 au 144.

## Autour de la série
- Le nom du héros, Grayson, est celui du premier Robin, Dick Grayson. Le père de Mark est également une sorte de Superman, étant désigné comme « le héros le plus puissant de tous les temps ».
- Les Gardiens du Globe eux-mêmes sont, peut-être, les références les plus flagrantes : il s'agit clairement de l'équivalent de la Ligue de justice d'Amérique, et chacun des membres est inspiré d'un des membres de la Ligue : Darkwing pour Batman, Red Rush pour Flash, War Woman pour Wonder Woman, Aquarus pour Aquaman, l'Homme Martien pour Martian Manhunter, Green Ghost pour Green Lantern.
- De même, un ancien des Gardiens, Black Samson, riche et doté d'un majordome, semble inspiré de Tony Stark et de Bruce Wayne, tandis que son majordome Sanford est assez proche d'Alfred Pennyworth, le majordome de Bruce Wayne.
- Les titres des volumes, en version originale, font référence à de vieilles sitcoms américaines.

## Adaptations

### Motion comics
La bande dessinée a été transformée en Motion comic, animée par Gain Enterprises utilisant le processus Bomb-xx. La diffusion s'est faite sur MTV2 et les épisodes sont téléchargeables sur téléphones mobiles à partir d'iTunes et d'Amazon.

### Série animée
Le 19 juin 2018, Amazon Studios a annoncé avoir approuvé une adaptation animée pour adultes de la série Invincible. La diffusion a commencé sur Amazon Prime Video le 26 mars 2021,.

### Film
Le 4 avril 2017, il a été annoncé que Point Grey Pictures et Skybound Entertainment s'apprêtaient à produire un film live action inspiré de la BD avec Seth Rogen et Evan Goldberg en tant que scénariste et réalisateur, Universal Pictures devant assurer la distribution du film. Le créateur de la série Robert Kirkman doit également produire le film, avec Seth Rogen, Evan Goldberg, David Alpert, Bryan Furst et Sean Furst,. En janvier 2021, Kirkman a réaffirmé que le film est toujours en développement et que Rogen et Goldberg sont toujours impliqués dans le projet,.